# Pretend It's a City
Pretend It's a City és una sèrie documental de set parts de 2021 dirigida per Martin Scorsese i que inclou converses entre Scorsese i Fran Lebowitz. Es va estrenar el 8 de gener de 2021 a Netflix.

## Premissa
Lebowitz parla amb el seu amic Scorsese sobre viure a la ciutat de Nova York. El documental inclou clips d'entrevistes de televisió d'arxiu i gravacions de Lebowitz i Scorsese caminant per la ciutat.

## Repartiment

### Principal
- Fran Lebowitz com a ella mateix
- Martin Scorsese com a ell mateix

### Recorrent
- Alec Baldwin com a ell mateix
- Spike Lee com a ell mateix
- Olivia Wilde com a ella mateix

## Episodis
| Núm. | Títol                           | Direcció        | Data d'estrena original |
| ---- | ------------------------------- | --------------- | ----------------------- |
| 1    | «Pretend It's a City»           | Martin Scorsese | 8 de gener de 2021      |
| 2    | «Cultural Affairs»              | Martin Scorsese | 8 de gener de 2021      |
| 3    | «Metropolitan Transit»          | Martin Scorsese | 8 de gener de 2021      |
| 4    | «Board of Estimate»             | Martin Scorsese | 8 de gener de 2021      |
| 5    | «Department of Sports & Health» | Martin Scorsese | 8 de gener de 2021      |
| 6    | «Hall of Records»               | Martin Scorsese | 8 de gener de 2021      |
| 7    | «Library Services»              | Martin Scorsese | 8 de gener de 2021      |